# Моршанская волость (Новоузенский уезд)
Моршанская во́лость — административно-территориальная единица, входившая в состав Новоузенского уезда Самарской губернии. 
Административный центр — село Морша.
Население волости составляли преимущественно русские, православные.
В период до установления советской власти волость имела аппарат волостного правления, традиционный для таких административно-территориальных единиц Российской империи.
Волость располагалась по обеим сторонам реки Малый Узень. Согласно карте уездов Самарской губернии 1912 года волость граничила: на северо-западе - с Краснокутской волостью, на северо-востоке - с Козловской волостью, , на севере - с Куриловской волостью, на юго-востоке и юге - с Малоузенской волостью, на юго-западе - с Савинской и Дьяковской волостями, на западе - с Нижне-Ерусланской волостью.
Территория бывшей волости является частью земель Питерского района Саратовской области (административный центр области — город Саратов).

## Состав волости
| № | Населённые пункты (без хуторов)       | Население (1889 год) | Население (1910 год)             | Преобладающие национальности, вероисповедания | Современное состояние                      |
| - | ------------------------------------- | -------------------- | -------------------------------- | --------------------------------------------- | ------------------------------------------ |
| 1 | село Морша                            | 1842                 | 2509                             | русские, православные                         | село, Питерский район                      |
| 2 | село Мироновка                        | 1860                 | 2701                             | русские, православные                         | село, Питерский район                      |
| 3 | село Питерка                          | 4381                 | 6127                             | русские, православные и сектанты              | село, Питерский район                      |
| 4 | деревня Балтийка                      | 243                  | Передано в Краснокутскую волость | эстонцы и малороссы                           | не существует                              |
| 5 | деревня Эстонка                       | 157                  | Передано в Краснокутскую волость | эстонцы, лютеране                             | не существует                              |
| 6 | село Новая Агафоновка (Ново-Ивановка) | 613                  | 2105                             | русские и малороссы, православные             | село, Питерский район                      |
| 7 | село Старая Агафоновка                | 90                   | -                                | русские и малороссы, православные             | в составе села Агафоновка, Питерский район |
| 8 | станция Питерка                       | -                    | 59                               |                                               | посёлок, Питерский район                   |